# Ben's Kid
Ben's Kid è un cortometraggio muto del 1909 diretto da Francis Boggs. È il primo film interpretato da Roscoe 'Fatty' Arbuckle che girò con Boggs quattro cortometraggi.

## Produzione
Il film fu prodotto dalla Selig Polyscope Company. Venne girato nei Selig Studio al 1845 di Allesandro Street, a Edendale, Silver Lake, nella contea di Los Angeles.

### Cast
Fu l'esordio sullo schermo del celebre comico Roscoe Arbuckle che ricevette per la sua partecipazione al film un compenso di cinque dollari.

## Distribuzione
Distribuito dalla Selig Polyscope Company, il film - un cortometraggio di una bobina - uscì nelle sale cinematografiche statunitensi il 1º luglio 1909.
Non si conoscono copie ancora esistenti della pellicola che viene considerata presumibilmente perduta.